# Оксененко, Мария Максимовна
Мария Максимовна Оксененко (21 августа 1929, село Веселовка, теперь Сумского района Сумской области — ?)  — украинская советская деятельница, сверловщица Сумского машиностроительного завода имени Фрунзе Сумской области. Депутат Верховного Совета СССР 7-9-го созывов.

## Биография
Родилась в крестьянской семье. Образование среднее.
В 1946—1984 годах — сверловщица, инженер-технолог, контрольный мастер Сумского машиностроительного завода имени Фрунзе Сумской области.
Потом — на пенсии в городе Сумах Сумской области.

## Награды и звания
- орден Трудового Красного Знамени
- орден «Знак Почета»
- медали